# Cantó de Schiltigheim
El cantó de Schiltigheim (alsacià Kanton Schílige) és una divisió administrativa francesa situat al departament del Baix Rin i a la regió del Gran Est.

## Municipis
- Bischheim
- Schiltigheim

## Història
| Data d'elecció | Identitat          | Partit | Qualitat |
| -------------- | ------------------ | ------ | -------- |
| 2004-          | Andrée Munchenbach |        |          |